# Эль-Хакми, Наджат
Наджат Эль-Хакми (араб. نجاة الهاشمي‎, исп. Najat el Hachmi; род. 2 июля 1979, Надор, Марокко) — марокканская и испанская писательница. Лауреат Каталонской литературной премии имени Раймунда Луллия (2008), премии Улисса (2009) и премии Святого Иоанна в области прозы (2015).

## Биография
Родилась 2 июля 1979 года в Надоре. В 1987 году, вместе с родными, иммигрировала в Испанию, где поселилась в городе Вик. Писать начала в подростком возрасте, рано осознав себя бикультурным человеком. Изучала арабский язык и литературу в Барселонском университете. Работала уборщицей, поваром, спортивным инструктором и посредником в делегации преподавателей.
В 2004 году дебютировала с книгой «Я тоже каталонка», которая была написана ею на каталонском языке и после переведена на испанский. В этом автобиографическом произведении, Эль-Хакми подробно описала личный опыт иммигранта, проблемы идентичности и ассимиляции в Каталонии, отношение к языку, религии, положению женщин.
В 2005 году она участвовала в мероприятии, организованном Европейским институтом Средиземноморья, наряду с другими каталонскими писателями иностранного происхождения. Во время Франкфуртской книжной ярмарки в октябре 2007 года, на которой каталонская делегация была почётным гостем, Эль-Хакми посетила несколько немецких городов. Выступая на конференциях, писательница предложила свой взгляд на современный каталонский язык и литературу.
Репортажи и статьи об Эль-Хакми часто появляются в средствах массовой информации, таких как радио Каталонии и газета «Авангард». В октябре 2012 года, в числе ста представителей каталонской культуры, она подписала манифест за сохранение Каталонии в составе единой Испании.

## Сочинения
- «Я тоже каталонка» (исп. Yo también soy catalana, 2004)
- «Последний патриарх» (исп. El último patriarca, 2008)
- «Человек, который плавал» (исп. L'home que nedava, 2008)
- «Охотник за телами» (исп. La cazadora de cuerpos, 2011)
- «Иностранная дочь» (исп. La hija extranjera, 2015)
- «Мать молока и мёда» (исп. Madre de leche y miel, 2018)
- «Они всегда говорили за нас» (исп. Siempre han hablado por nosotras, 2019)

## Награды
В 2008 году Эль-Хакми получила одну из самых престижных наград Каталонии — премию имени Рамунда Луллия за роман «Последний патриарх». В нём повествуется история деспотичного патриарха, иммигранта-марокканца в Испании, вступающего в конфликт с дочерью, порвавшей с традиционными ценностями прежней родины, чтобы приспособиться к новой, современной культуре, в которой она оказалась. В 2009 году писательница получила за дебютный роман премию Улисса. В 2015 году Эль-Хакми получила премию Святого Иоанна в области прозы за роман «Иностранная дочь».